# Hampstead (Londres)
Pour les articles homonymes, voir Hampstead.
Hampstead est un quartier de Londres.

## Situation et accès
Hampstead est situé à environ 6 km au nord-ouest de Trafalgar Square et fait partie du district de Camden.
Il existe dans le quartier d'Hampstead un arrêt de bus principal, Hampstead Heath. Le quartier est desservi par les bus 24, 46, 168, 210, 268, 603, C11 et N5.
Les stations de métro les plus proches sont, du nord au sud, Golders Green, Hampstead et Belsize Park, toutes les trois desservies par la ligne  Northern.
La station du London Overground la plus proche est celle de Hampstead Heath, néanmoins pour la partie Ouest de Hampstead, la station Finchley Road & Frognal peut être plus pratique.

## Origine du nom
Le nom Hamstead vient du viel anglais hamstede, qui signifie propriété ou manoir.

## Historique

### Jusqu'en 1900
Bien que de très anciennes archives mentionnent Hampstead, comme une étude de 986 apr. J.-C., subventionnée par le roi d'Angleterre Æthelred II d'Angleterre pour le monastère de St Peter's à Westminster, l'histoire de Hampstead n'est généralement retracée qu'à partir du XVIIe siècle.
Hampstead a été reconnu au XVIIIe siècle pour le bienfait de son eau qui a fait de ce quartier un endroit à la mode, mais sa popularité est descendue dans les années 1800 au profit d'autres sources thermales londoniennes. 
Le centre thermal a été démoli en 1882, seule une fontaine a été sauvegardée.
À la suite de l'ouverture dans les années 1860, des chemins de fer du Nord de Londres (actuel Overground, métro qui contourne le centre de Londres), le quartier de Hampstead a commencé à se développer et s'est étendu davantage avec l'ouverture, en 1907, de la compagnie des chemins de fer de Charing Cross, Euston et Hampstead (Charing Cross, Euston & Hampstead Railway) dont les voies font aujourd'hui partie de la Northern Line du métro londonien.
Ces nouvelles lignes ont permis des voyages rapides entre Hampstead et le centre de Londres.
Ainsi de luxueuses résidences ont été construites entre 1870 et 1900. La plupart d'entre elles sont encore présentes.

### XXesiècle
Faubourg en plein essor à la fin du XIXe siècle, une partie de Hampstead – 98 hectares de terrains achetés à Eton College, situés à 2 km au nord du faubourg – est aménagée à partir de 1907 en « banlieue-jardin » (baptisé Hampstead Garden Suburb) par les architectes Raymond Unwin et Barry Parker (en), les mêmes qui avaient créé la première cité-jardin de Letchworth deux ans plus tôt, sous l'influence de l'un des fondateurs du mouvement des cités-jardins (Garden City Movement), Ebenezer Howard.
À l'origine de cette « cité-jardin », il y a une femme de tempérament, Henrietta Barnett, et une conception idéalisée d'une cité « pour des milliers de familles, de toutes les classes de la société, d'opinions, de revenus, de conditions, qui vivent ensemble, dans le cadre agréable d'arbres, d'herbe et de jardins ».

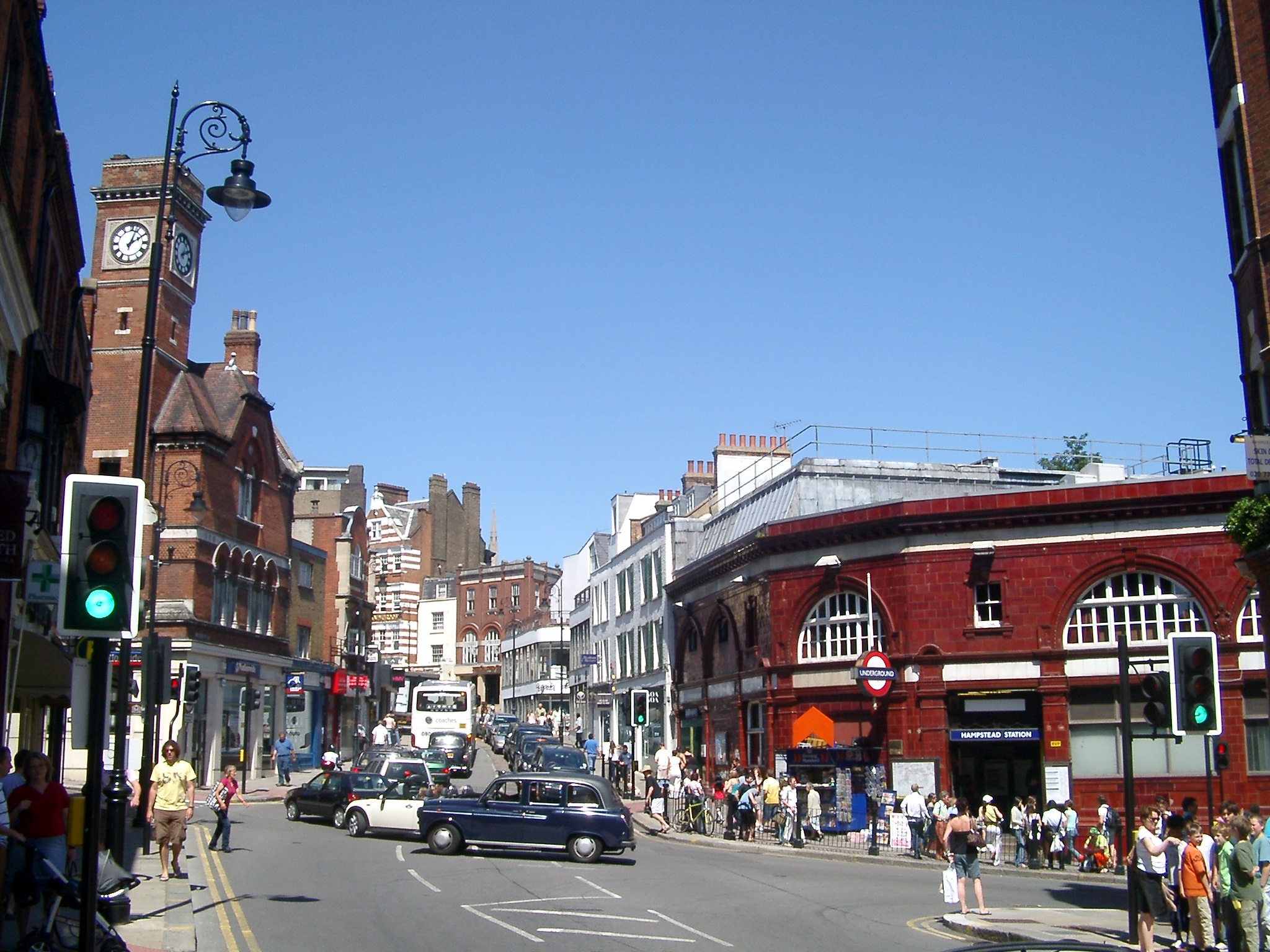
Station de métro (underground) de Hampstead.

Au XXe siècle de nombreux immeubles remarquables ont été construits :
- Hampstead tube station (1907), qui est la station la plus profonde du métro ;
- Isokon building (1932), immeuble qui fut habité par de nombreux personnages célèbres tels qu'Agatha Christie ;
- Hillfield Court (1932), célèbre résidence de style Art déco ;
- 2 Willow Road (1938), bâtiment construit par l'architecte Ernő Goldfinger ;
- Swiss Cottage Central Library (1964), bibliothèque centrale du district de Camden.

De nombreuses attractions culturelles sont également présentes à Hampstead, comme le Freud Museum, ancienne maison de Sigmund Freud et de sa famille, et le Camden Arts Centre, centre d'art contemporain présentant des artistes de la scène internationale.

## Aujourd'hui
Depuis mai 2015, le quartier est représenté au conseil de Camden par les conseillers du Parti conservateur Tom Currie, Oliver Cooper et Stephen Stark.

## Bâtiments remarquables et lieux de mémoire

### Espaces verts
Au nord et à l'est d'Hampstead se trouve un large parc, Hampstead Heath, qui sépare le quartier de celui d'Highgate.
Ce parc de 320 hectares est le plus ancien grand parc de Londres et renferme une célèbre colline, nommée Parliament Hill, offrant une vue imprenable de Londres.
On peut aussi y trouver trois bassins destinés à la nage qui autrefois étaient utilisés comme réservoirs d'eau potable.
De nombreuses activités ont lieu dans le parc, comme des concerts, des lectures de livres et poésies, des fêtes foraines.

### Lieux de culte
- Christ Church, 11, Hampstead Square.
- St. Andrew's United Reformed Church, West Hampstead.
- St John-at-Hampstead, Church Row, église anglicane.
- St John's Downshire Hill, Downshire Hill, chapelle de l'église d'Angleterre.
- St Luke's, Kidderpore Avenue, église évangélique.
- St Mary's Chapel, 4, Holly Walk, église catholique romaine classée de grade II.
- St Thomas More’s Church, Maresfield Gardens, église catholique.

### Musées

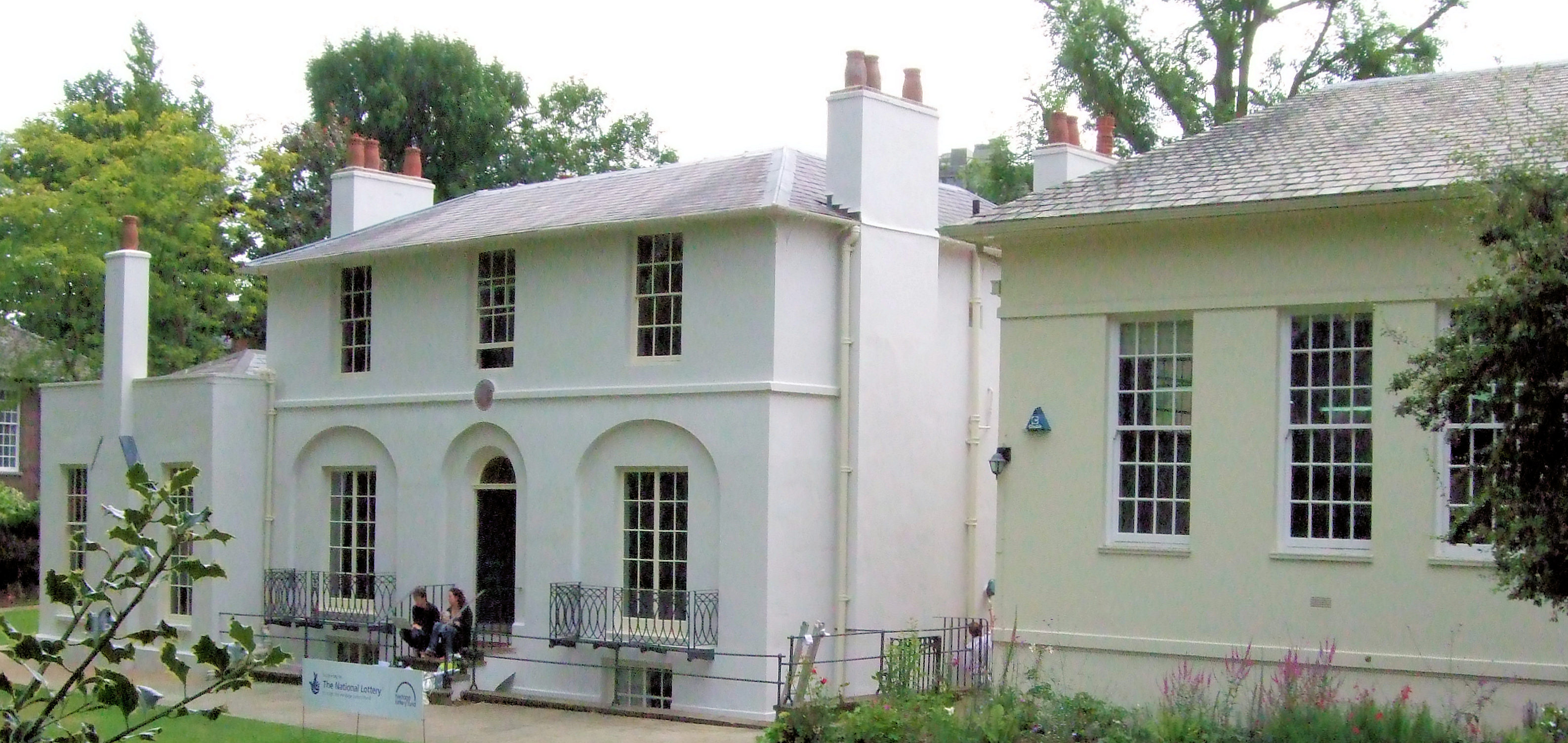
Keats House, Hampstead, où John Keats écrivit Ode to a Nightingale.

- Fenton Hous – Hampstead Grove, Hampstead, Londres, NW3 6SP[3] : une maison de marchands du XVIIe siècle.
- Freud Museum – 20 Maresfield Gardens, Hampstead, Londres, NW3 5SX[4] : la maison du fondateur de la psychanalyse et de sa famille lorsqu’ils ont fui l'Autriche annexée par les nazis.
- Burgh House & Hampstead Museum (en) – New End Square, Hampstead, Londres, NW3 1LT[5] : musée qui traite de l'histoire d'Hampstead.
- Keats House Museum – Keats Grove, Hampstead, Londres, NW3 2RR[6] : lieu qui fut la maison du poète John Keats, où il écrivit la plupart de ses ouvrages.
- Kenwood House – Hampstead Lane, Hampstead, Londres, NW3 7JR[7] : ce musée abrite dans les pièces d'une imposante résidence du XVIIe siècle, des collections de peintures de peintres tels que Rembrandt, Vermeer et Turner.

### Théâtres et cinémas

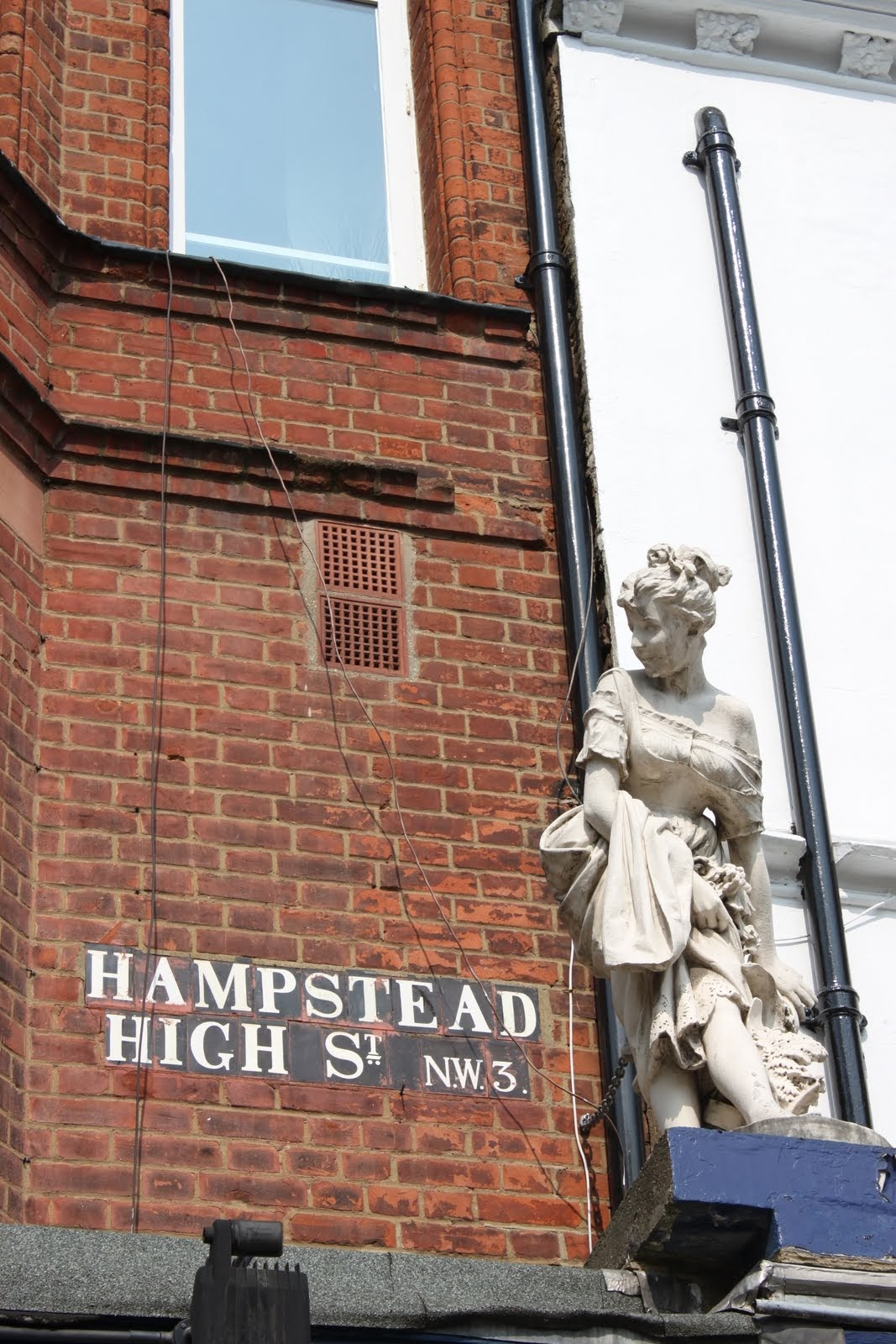
Plaque de rue de Hampstead High Street.

- Everyman Cinema – 5 Holly Bush Vale, Hampstead, Londres, NW3 6TX
- Hampstead Theatre – Eton Avenue, Swiss Cottage, Londres, NW3 3EU[8]
- New End Theatre – 27 New End, Vale of Heath, Hampstead, Londres, NW3 1JD[9]
- Pentameters Theatre – 28 Heath Street, Hampstead, Londres, NW36TE[10].

## Économie

### Pubs
Hampstead est également reconnu pour ses pubs traditionnels, comme le Holly Bush, éclairé au gaz jusqu'à récemment, le Spaniard's Inn, Spaniard's Road, où le célèbre bandit de grands chemins Dick Turpin prit refuge, ou encore The Old Bull and Bush et The Old White Bear.

### Restaurants
On peut trouver à Hampstead une grande variété de restaurants aux cuisines internationales tels que La Gaffe, Goucho Grill, Jin Kichi, Tip Top Thai, Al Casbash, Le Cellier du Midi et CrimeaJewel.
L'ouverture d'un restaurant McDonald's a été autorisée par la justice en 1992 après plus d'une décennie de controverses et poursuites judiciaires de la part des résidents locaux, un accord visant à réduire le côté accrocheur du logo sur la façade ayant été établi.

## Éducation
Hampstead accueille le campus londonien de ESCP Europe.

## Média
Le quartier de Hampstead abrite les locaux du magazine à tendance travailliste Tribune (en), ainsi que ceux du magazine satirique le Hampstead Village Voice.
Les journaux locaux en 2011 sont :
| Journal                | Lien   |
| ---------------------- | ------ |
| The Camden New Journal | [ 13 ] |
| The Ham and High4'     | [ 14 ] |

## Santé
L'hôpital le plus proche est le Royal Free Hospital, créé en 1828.

## Société

### Résidents célèbres
Hampstead a longtemps été une résidence de l'intelligentsia, comprenant des écrivains, compositeurs, ballerines, acteurs, artistes et architectes, beaucoup d'entre eux ont créé une communauté bohémienne à la fin du XIXe siècle.
Après 1917, et encore dans les années 1930, Hampstead est devenu la base de la communauté d'artistes et écrivains d'avant-garde et a accueilli des émigrés et exilés de la Révolution russe. Les tombes de Sigmund Freud et Karl Marx se trouvent dans le vieux cimetière.

## Dans la culture

### Au cinéma

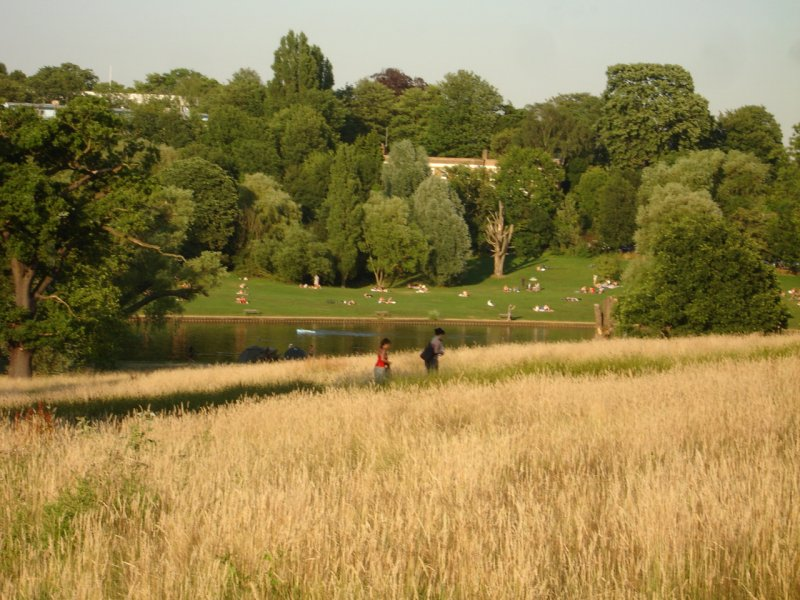
East Heath.

L'atmosphère rurale d'Hampstead a été utilisée comme décor pour de nombreux films, notamment Faut-il tuer Sister George ? (1968) avec Beryl Reid et Susannah York. On y voit, lors de la scène d'ouverture, le personnage de June vagabonder dans les rues d'Hampstead.
La scène de kidnapping du film L'Obsédé (1965) avec Terence Stamp et Samantha Eggar a été tournée dans le parc.
En 1986, le film fantastique Labyrinthe, dont les acteurs principaux sont Jennifer Connelly et David Bowie, a été tourné en grande partie dans le parc d'Hampstead.
Il en est de même pour certaines scènes de Le Loup-garou de Londres (1981) où Harry et Hudith se font tuer dans le parc.
Des scènes d'extérieur sont également tournées à Hampstead, c'est le cas de L'Escorte (2005), avec Debra Messing, où la scène est tournée dans le parc sur la colline du Parliament Hill, donnant une vue imprenable sur l'ouest de Londres.
Pour le film Quatre mariages et un enterrement (1994), le vieil hôtel de ville de Hampstead a été filmé.
Des scènes du film Coup de foudre à Notting Hill ont été tournées dans le parc.
Le film Amour et Conséquences (2006) avec Ewan McGregor a été entièrement filmé dans le parc d'Hampstead, montrant notamment la maison Kenwood House.
Dans la musique
Dans la version deluxe du septième album d’Ariana Grande, Eternal Sunshine, le dernier morceau se nomme "Hampstead", quartier dans lequel elle a vécu durant le tournage du film Wicked.

## Personnalités
- John Constable (1776-1837), peintre britannique, mort à Hampstead.
- Alfred Chapman (1869-1932), chimiste, mort à Hampstead.
- Erna Pinner (1890-1987) dessinatrice, peintre, photographe et écrivaine a vécu à Hampstead à partir de 1935 et y est décédée.
- Graham Hill, double champion du monde de Formule 1, est né à Hampstead le 15 février 1929.
- Nigel Lawson (1932-2023), personnalité politique britannique.
- Jess Glynne, chanteuse née à Hampstead en 1989.
- Marianne Faithfull (1946-2025), actrice, chanteuse et compositrice britannique est née à Hampstead.
- Max Minghella , acteur , réalisateur, est né le 16 septembre 1985 à Hampstead.